# Bleach (альбом)
Bleach — дебютний альбом американського гурту «Nirvana», який випустила 15 червня 1989 року незалежна фірма звукозапису Sub Pop. Спочатку альбом продався тиражем у 30 000 екземплярів, що для молодого, нікому невідомого гурту було несподіваним успіхом. Трохи згодом, коли вийшов найуспішніший альбом групи — Nevermind, фани почали досліджувати ранню творчість колективу, тому з роками ця платівка отримала платиновий сертифікат від RIAA.

## Запис
Після випуску свого дебютного синглу «Love Buzz» на лейблі Sub Pop в листопаді 1988 року, Nirvana репетирувала впродовж двох-трьох тижнів в рамках підготовки до запису повноформатного альбому, навіть попри те, що Sub Pop припускав випустити лише мініальбом. Основні сесії для Bleach проходили у звукозаписної студії Reciprocal в Сіетлі, з місцевим продюсером Джеком Ендіно. Nirvana почала запис з п'ятигодинної сесії 24 грудня 1988 року. Гурт продовжив запис 29—31 грудня, а також 14 і 24 січня. Ендіно зареєстрував групу на 30 годин запису. Три пісні на альбомі — «Floyd the Barber», «Paper Cuts» і «Downer» — були записані під час попередньої сесії групи в студії Reciprocal 1988 року, з Дейлом Кровером на ударних. Попри спроби перезаписати ці пісні з новим ударником Чедом Ченнінгом, гурт вирішив перемікшувати для альбому версії записані з Кровером. Згідно з Ендіно, пісня «Big Long Now» була виключена з альбому тому, що Кобейн відчував, що «було вже достатньо повільного, важкого матеріалу на Bleach, і він „не хотів, щоб ця пісня вийшла“». Альбом підготували до видання та секвенували, але глава Sub Pop Брюс Певітт сказав, щоб альбом секвенували заново. Випуск альбому затримався на кілька місяців, поки у Sub Pop не з'явилося достатньо коштів, щоб видати його.
На запис альбому пішло 606 доларів і 17 центів. Але, оскільки ні в кого з гурту таких грошей не було, за запис заплатив їхній знайомий гітарист Джейсон Еверман, вражений їх демозаписи з Кровером. На кілька місяців він так само увійшов до складу групи як другий гітарист. Хоча Еверман не брав участі в записі, його показали на передній обкладинці альбому, і вказали як гітариста на задній. Бас-гітарист Кріст Новоселич пояснював: «Ми просто хотіли, щоб він відчув себе в гурті більш упевнено».

## Відгуки критиків
Альбом в цілому отримав схвальні відгуки критиків. Ентоні Карью з About.com Guide сказав, що альбом «визначив ціле десятиліття 90-х, і присудив йому чотири з п'яти зірок. Стівен Томас Ерлевайн з AllMusic дав альбому три з половиною з п'яти зірок, відзначаючи, що «Курт Кобейн ілюстрував ознаки свого значного пісенного ремесла, особливо на мінорній баладі 'About a Girl' і щільній маслоробці 'Blew'». Він також сказав, що «це — дебют від гурту, який показує потенціал, але ще не досяг його». Едвін Паунсі з NME сказав: «це найзначніший, найкрутіший звук, який Sub Pop досі вдавалося розкопати. Такий первісний, що їх побратими по лейблу Mudhoney в порівнянні з ними звучать немов Genesis, Nirvana додають гучності і зі злісними криками, кігтями процарапують собі шлях на вершину музичного сміттєвої купи», і поставив йому вісім з десяти баллів. Rolling Stone розглянув альбом як «помірний хіт по радіо коледжу та андерграунд/DIY колообігу».

## Композиції
Автор музики і слів Курт Кобейн, крім тих випадків, де означено. 
| #   | Назва                           | Тривалість |
| --- | ------------------------------- | ---------- |
| 1.  | «Blew»                          | 2:55       |
| 2.  | «Floyd the Barber»              | 2:18       |
| 3.  | «About a Girl»                  | 2:48       |
| 4.  | «School»                        | 2:42       |
| 5.  | «Love Buzz» (Shocking Blue)     | 3:35       |
| 6.  | «Paper Cuts»                    | 4:06       |
| 7.  | «Negative Creep»                | 2:56       |
| 8.  | «Scoff»                         | 4:10       |
| 9.  | «Swap Meet»                     | 3:03       |
| 10. | «Mr. Moustache»                 | 3:24       |
| 11. | «Sifting»                       | 5:22       |
| 12. | «Big Cheese» (Кобейн/Новоселич) | 3:42       |
| 13. | «Downer»                        | 1:43       |

| Видання присвяченне двадцятиріччю релізу Live at Pine Street Theatre: | Видання присвяченне двадцятиріччю релізу Live at Pine Street Theatre: | Видання присвяченне двадцятиріччю релізу Live at Pine Street Theatre: |
| #                                                                     | Назва                                                                 | Тривалість                                                            |
| --------------------------------------------------------------------- | --------------------------------------------------------------------- | --------------------------------------------------------------------- |
| 14.                                                                   | «Intro»                                                               | 0:53                                                                  |
| 15.                                                                   | «School»                                                              | 2:36                                                                  |
| 16.                                                                   | «Floyd the Barber»                                                    | 2:17                                                                  |
| 17.                                                                   | «Dive» (Кобейн/Новоселич)                                             | 3:42                                                                  |
| 18.                                                                   | «Love Buzz» (van Leeuwen (Shocking Blue))                             | 2:58                                                                  |
| 19.                                                                   | «Spank Thru»                                                          | 2:59                                                                  |
| 20.                                                                   | «Molly's Lips» (Kelly/McKee (The Vaselines))                          | 2:16                                                                  |
| 21.                                                                   | «Sappy»                                                               | 3:19                                                                  |
| 22.                                                                   | «Scoff»                                                               | 3:53                                                                  |
| 23.                                                                   | «About a Girl»                                                        | 2:28                                                                  |
| 24.                                                                   | «Been a Son»                                                          | 2:01                                                                  |
| 25.                                                                   | «Blew»                                                                | 4:32                                                                  |